# یوسف‌آباد

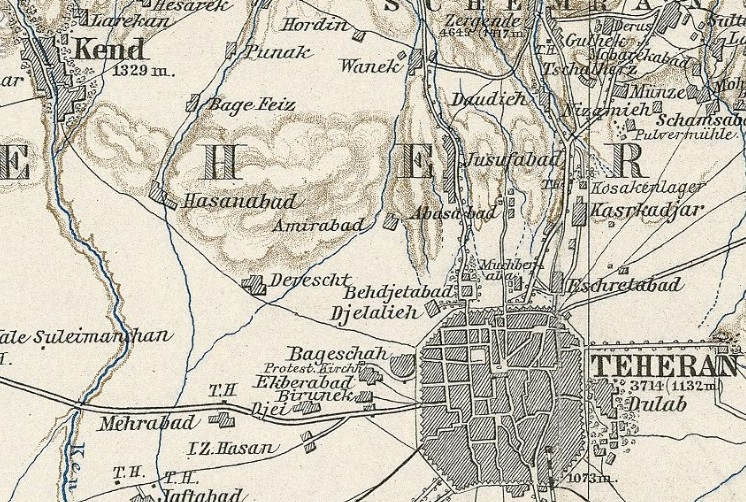
یوسف آباد در نقشه سال ۱۲۷۹ خورشیدی. نام یوسف آباد در بالای شهر تهران (Jusufabad) در سمت بالا به سمت راست نقشه موجود است. (شهر قدیم تهران در پایین نقشه)

یوسِف‌آباد یکی از محله‌های اصیل، قدیمی و معروف تهران است که در منطقهٔ ۶ شهرداری تهران واقع شده‌است. این محله از غرب به بزرگراه کردستان و محلهٔ امیرآباد، از شرق به خیابان ولی‌عصر و محلهٔ عباس‌آباد، از شمال به بزرگراه شهید همت و محلهٔ ونک و از جنوب به خیابان دکتر فاطمی و دوراهی یوسف‌آباد محدود می‌شود.

## تاریخچه
اراضی یوسف‌آباد در دورهٔ قاجار به مالکیت به بانک استقراضی روسیه درآمد. با سقوط نظام تزاری در روسیه، دولت اتحاد شوروی این بانک و همه دارایی آن را به دولت ایران واگذار کرد که ابتدا «بانک ایران» و سپس «بانک فلاحتی» و پس از آن، بانک کشاورزی نامیده شد. در سال ۱۳۱۹ خورشیدی، وزارت دارایی زمین‌های یوسف‌آباد را به بهای ۹۳ هزار تومان از بانک کشاورزی گذاشت. از آن‌جا که زمین‌های کشاورزی یوسف‌آباد کم‌درآمد بود و درآمد سالیانهٔ دولت از آن به چند هزار تومان هم نمی‌رسید، در سال ۱۳۲۲ دکتر میلسپو مستشار آمریکایی وزارت دارایی دستور داد، این زمین‌ها به کارمندان دولت فروخته شود.
زمین‌های یوسف‌آباد بر اساس مرغوبیت‌شان از متری یک تومان تا متری سه تومان به کارمندان وزارت‌خانه‌های مختلف فروخته شد. به کارمندان دارای رتبه‌های بالاتر قطعات چهارصد تا پانصد متری و به کارمندان جزء قطعات ۱۸۰ تا دویست متری فروخته شد. یکی دو قطعه هزار متری هم فروخته شد که گفته می‌شود یکی از آن‌ها را محمد ساعد مراغه‌ای نخست‌وزیر وقت خرید.
واگذاری این زمین‌ها بدون طراحی شهری و نقشه‌برداری و تعیین حدود کوچه‌ها و خیابان‌ها انجام گرفت و از همین رو به مشکلات و اختلافاتی انجامید که روند واگذاری زمین‌ها را طولانی کرد. تا پایان سال ۱۳۲۹ سه هزار قطعه زمین در بخش شرقی یوسف‌آباد واگذاری شده اما هنوز ساخت‌وسازی در آن‌ها آغاز نشده بود. برای بخش غربی یوسف‌آباد هم دو هزار قطعه زمین در نظر گرفته شده بود که نقشه‌برداری و تقسیم‌بندی آن‌ها در سال ۱۳۲۹ آغاز شد. در سال ۱۳۳۴ درآمد حاصل از فروش زمین‌های یوسف‌آباد به تأمین سرمایه برای تأسیس بانک ساختمانی اختصاص داده شد.

## شباهت اسمی
یوسف‌آباد به زمین‌های متعلق به میرزا یوسف مستوفی الممالک (از رجال دوره ناصرالدین‌شاه) نیز گفته می‌شده که در سال ۱۲۸۸ هجری قمری، اراضی خارج از حصار تهران در شمال غربی دارالخلافهٔ ناصری بوده و محدوده‌اش آن گونه که نصرالله حدادی در کتاب طهران قدیم توصیف کرده، چنین است:
میرزا یوسف مستوفی‌الممالک، اراضی بالادست محله سنگلج را تا فاصله بالای آب کرج در تیول خود داشت. او بخشی از آن را به پسرش «حسن مستوفی‌الممالک» بخشید و باغ حسن‌آباد، واقع در همین حوالی میدان حسن‌آباد ساخته شد. در بالادست میدان، یوسف‌آباد شکل گرفت و در انتها به محله بهجت‌آباد که اقلیت ارامنه در آن زندگی می‌کردند، ختم می‌شد که تماماً جزو مایملک میرزا یوسف مستوفی‌الممالک بود.
اما اراضی یوسف‌آباد با محلهٔ کنونی یوسف‌آباد تهران تطبیق نمی‌کند و بیشتر گویای وجه تسمیهٔ چهارراه یوسف‌آباد است که به تقاطع خیابان‌های حافظ و نادری (جمهوری اسلامی کنونی) گفته می‌شود. این شباهت اسمی باعث شده برخی به اشتباه این دو یوسف‌آباد را یکی بگیرند.

## خیابان‌های مهم

نمایی از پارک شفق ساخته کامران دیبا

خیابان‌های اصلی این محله عبارتند از خیابان سید جمال الدین اسدآبادی (خیابان یوسف آباد)، خیابان مستوفی که اخیراً به خیابان عبدالمجید اکبری تغییر نام داده‌است، خیابان شهید جهان آرا (خیابان دوم ژوئن)، خیابان سی و سوم که اخیرا به نام مسعود مهرابی تغییر نامه یافته است، خیابان مهرام (مدبر)، خیابان بیستون و خیابان چهلستون، خیابان شصت و چهارم که اخیراً به خیابان استاد محمد بهمن بیگی تغییر نام داده‌است، خیابان فتحی شقاقی (خیابان هشتم یوسف آباد)، خیابان کاج شمالی و خیابان ابن سینا.
خیابان سید جمال الدین اسدآبادی شلوغ‌ترین خیابان این محله‌است و بیشتر واحدهای اطراف آن را واحدهای تجاری و مغازه‌ها تشکیل می‌دهند.
بزرگترین میدان این محله میدان سید جمال‌الدین اسدآبادی است که پیش از انقلاب اسلامی، میدان کلانتری نام داشته‌است که آن به خاطر وجود کلانتری یوسف آباد در جنوب شرقی این میدان است.
در شمال شرقی میدان کلانتری، ساختمان شهرداری منطقه ۶ واقع شده‌است. میدان کلانتری یوسف آباد دارای آبنمای قوسی است.
سایر میدان‌های این محله عبارتند از میدان فرهنگ (با میدان فرهنگ سعادت‌آباد اشتباه نشود) و میدان سلماس(فرح بخش سابق).

## مراکز مهم

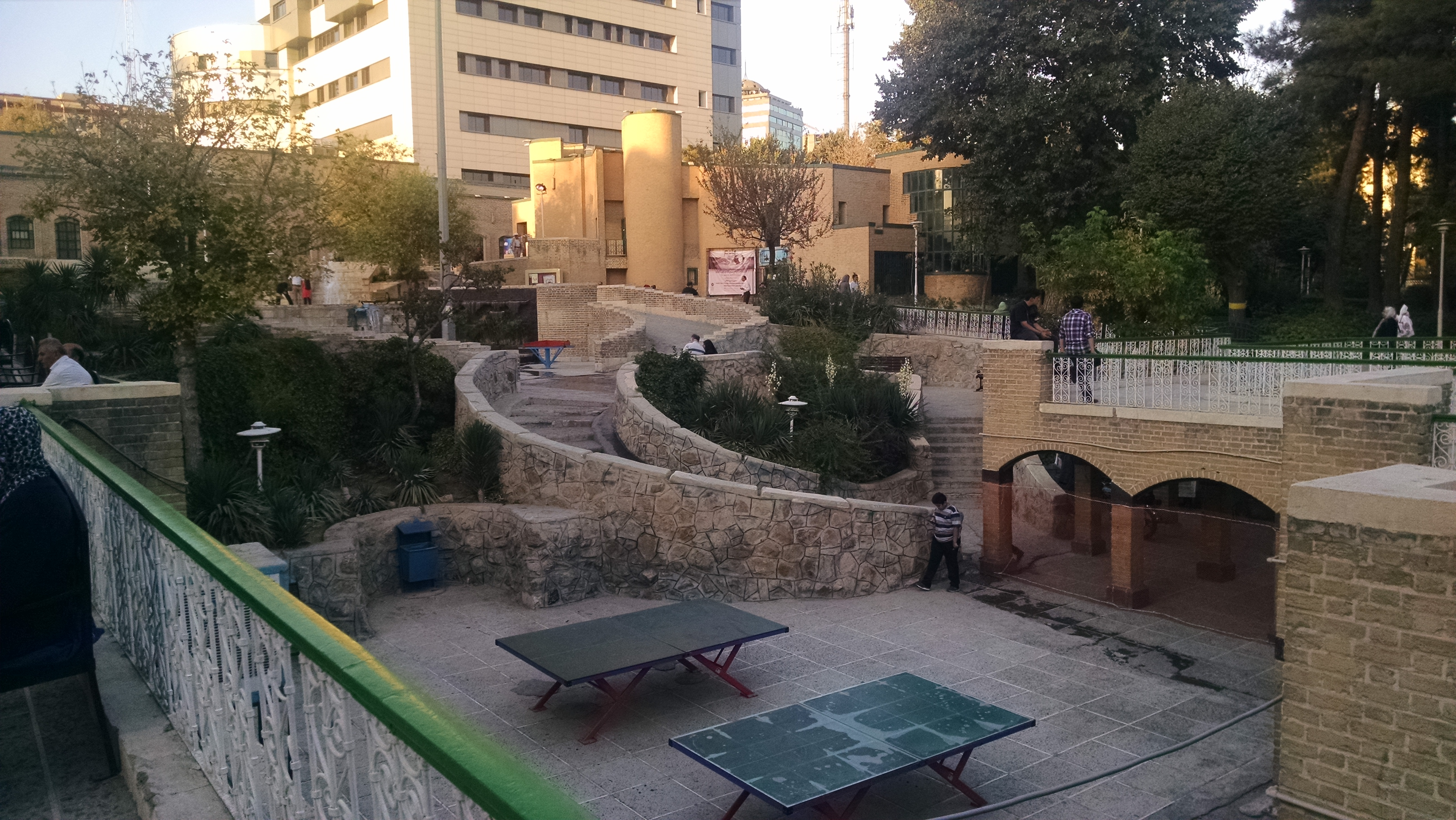
کتابخانه و فرهنگسرای شفق

از مراکز تفریحی این محله می‌توان به سینما تئاتر گلریز و پارک شفق اشاره کرد که بزرگترین پارک تفریحی این محله‌است و فرهنگسرای شفق در آن قرار دارد. از پارک‌های معروف دیگر این منطقه می‌توان پارک قزل قلعه را نام برد که در انتهای خیابان جهان آرا است. از فروشگاه‌های قدیمی این محله می‌توان به کتابفروشی فرحبخش که نام میدان فرحبخش (میدان سلماس) را حفظ کرده اشاره کرد که در این منطقه شناخته شده‌است.
کلانتری یوسف آباد، شهرداری منطقه ۶ تهران و هنرستان ناشنوایان باغچه‌بان نیز در میدان سید جمال‌الدین اسدآبادی قرار دارند.
مدارس دخترانه در مقاطع مختلف در میدان فرهنگ یوسف‌آباد قرار دارند که شناخته‌شده‌ترین آنها دبیرستان دخترانه بوعلی است.
شهرکتاب فرهنگ در میدان فرهنگ از مراکز مهم ادبی و فرهنگی محله است.
از مراکز معروف قدیمی می‌توان به فروشگاه چمن (سوپر چمن-بالاتر از میدان کلانتری) و فروشگاه برازک (بالاتر از میدان فرهنگ-که دیگر اثری از آها وجود ندارد) اشاره کرد.
همچنین مراکز تفریحی ورزشی متعددی از جمله مجموعه ورزشی نادر (بالاتر از میدان کلانتری)، مجموعه ورزشی کارن (نزدیک شهر کتاب در میدان فرهنگ)، مجموعه ورزشی شهید جهان آرا و دیگر باشگاه‌های متعدد ورزشی در این محله وجود دارند.
بیمارستان حضرت فاطمه (بخش قدیمی) و بیمارستان محب کوثر (بخش جدید) در خیابان ۲۳ نبش پارک شفق از مراکز مهم درمانی است.
کنیسه یوسف‌آباد و نمازخانه اهل سنت یوسف آباد (از فعالیتش جلوگیری و تعطیل شده) از مراکز دینی و مذهبی غیر شیعیان در این محله می باشند.
کنسولگری ایرلند نیز از مراکز مهمی است که نبش خیابان پنجاهم یوسف آباد واقع شده‌است. سفارت بنگلادش نیز در خیابان ۶۴ام غربی یوسف آباد واقع است.